# 北嶋信顕
北嶋 信顕（きたじま のぶあき）は、日本の銀行家、実業家。ユーシーカード代表取締役社長、日本クレジットカード協会会長などを務めた。

## 人物・経歴
福岡県山門郡（現・みやま市）出身。福岡県立山門高等学校を経て、1982年九州大学法学部卒業後、第一勧業銀行入行。
2000年エムタウン監査役。2006年みずほ銀行宝くじ部長、みずほドリームパートナー取締役、日本宝くじ協会理事、全国市町村振興協会理事。
2010年みずほ信託銀行信託総合営業第一部長。2011年同執行役員福岡支店長、2013年同常務執行役員。
2016年ユーシーカード社長に就任し、2020年3月末退任。この間、日本クレジットカード協会会長も務めた。